# 帕拉莫爾山 (喬治亞州)
帕拉莫爾山（英語：Paramore Hill）是位於美國喬治亞州詹金斯縣的一個非建制地區。該地的面積和人口皆未知。

## 地理
帕拉莫爾山的座標為32°45′31″N 81°53′16″W / 32.75861°N 81.88778°W，而該地的平均海拔高度為76米（即249英尺）。